# Grottazzolina
Grottazzolina (/ˌɡrɔttaʣʣoˈliːna/; La Grotta in dialetto fermano) è un comune italiano di 3 251 abitanti della provincia di Fermo nelle Marche.

## Storia[6]
Nel cuore della Provincia di Fermo, a metà strada tra il Mare Adriatico e i Monti Sibillini, su una dolce collina a 222 metri s.l.m., sorge Grottazzolina (3218 ab.), paese a storica vocazione artigianale ed imprenditoriale.
La sua storia ha origini molto antiche. Gli scavi archeologici della necropoli picena, effettuati tra il 1948 ed il 1953, testimoniano primi insediamenti nel territorio nell'VIII secolo a.C.. Poi il territorio passò al controllo dei Romani (del periodo romano alcune tombe nella stessa area della necropoli picena) e subì le invasioni barbariche. Verso metà del X secolo fu edificato dai monaci Farfensi il castello, primo nucleo abitato del paese, denominato Montebello; poco dopo passò sotto la dominazione dei Canonici del Duomo di Fermo, che ne mutarono il nome in Grotta dei Canonici (Crypta Canonicorum).
Il nuovo nome di Grotta Azzolina, ha origini nel Basso Medioevo: fu Azzo VII, detto Azzolino, a ribattezzare così il paese dopo aver preso possesso della Marca Fermana nel XIII secolo. Dal XIV secolo Grottazzolina fu sotto il dominio della città di Fermo, retta da un governo libero sotto lo Stato Pontificio. Il castello di Grottazzolina subì ripetuti saccheggi e occupazioni nel corso degli anni e solo dopo il 1465 fu riportato l'ordine da parte del Senato Fermano. Grottazzolina fu fortificata dal Signore di Fermo Oliverotto Euffreducci, il quale vi istituì una fonderia di cannoni: di qui si narra derive la grande passione grottese per gli spari, i tonanti, e poi per i fuochi artificiali, tipici della storica festa patronale.
Il centro fu eretto a libero comune nel 1537, ma dopo 10 anni tornò sotto la giurisdizione di Fermo per ordine del Papa Paolo III. Dal 1600 Grottazzolina fu poi governata, come altri 47 castelli, dalla città di Fermo, attraverso podestà e vicari. Infine, dopo la battaglia di Castelfidardo, la sua storia si fonde con quella del Regno d’Italia ed inizia l’autonomia comunale.
La sua vivacità anche politica ha fatto sì che sulla sedia di primo cittadino sedessero personaggi del calibro del baritono Francesco Graziani (1895 - 1901) e Vincenzo Monaldi (negli anni ’20 fino all’avvento del fascismo che lo costrinse violentemente all’abbandono della vita politica) professore di fama mondiale e primo ministro della Sanità della Repubblica Italiana.
L’ultimo secolo grottese è caratterizzato da un importante sviluppo artigianale e dalle piccole e medie imprese. Ancora oggi il territorio è capace di conciliare i mestieri di una volta con le moderne tecniche produttive.

## Monumenti e luoghi d'interesse

### Architetture religiose

#### Chiesa del Santissimo Sacramento e Rosario[7]
La chiesa del Santissimo Sacramento e Rosario, posta prospetticamente al colmo del rettifilo ascendente del corso, fu eretta dalle due confraternite che le danno il titolo, nella seconda metà del Settecento, con i fondi del lascito Alfonso Verzieri, un operoso e pio compaesano che nel Seicento aveva legato i propri beni al fine di ingrandire la più antica ma angusta chiesa di S. Petronilla, patrona di Grottazzolina. Su quel sito sorse la nuova Chiesa, presumibilmente sotto la direzione dell'architetto Pietro Augustoni, comasco, che operava a Fermo. La chiesa, dalla semplice pianta rettangolare absidata, ha la tradizionale facciata a cortina di mattoni, organizzata con coppie di paraste su due ordini sovrapposti; il coronamento è a timpano triangolare. Il campanile, con cella campanaria coronata da un cupolino costolonato, affianca l'abside sulla destra. La forte sorpresa si ha non appena entrati, quando dalle sei alte finestre vediamo la luce naturale inondare l'interno, compiutamente e armonicamente decorato nel secondo '800 da Luigi Fontana e aiuti. La luce diffusa valorizza ogni dettaglio cromatico e plastico stabilito dal Fontana nell'unitarietà dello spazio, tutto godibile senza cesure d'ombra. Le pale degli altari laterali, dovute ai Ricci di Fermo e al Liozzi di Penna San Giovanni, pur collocate prima della decorazione, risultano inserite con tutta naturalezza nell'insieme. Il partito decorativo orna gli alzati con paraste di finto alabastro, dal caldo colore ambrato, che inquadrano i detti tre altari e due nicchie per ciascuna parete lunga.
I capitelli di stile composito reggono un fregio con iscrizione a capitali romane. Sopra il cornicione aggettante, deambulabile, si aprono i vani delle finestre, raccordati alla volta con vele triangolari. La volta, dalla generosa ed elastica curvatura, è dipinta con tonalità pastello, in modo da non gravare sugli alzati; nell'asse centrale, in tre cornici mistilinee, sono dipinte le Virtù teologali, in forma di giovani donne. Il programma figurativo ha la sua maggiore consistenza negli affreschi della zona absidale: sul catino, l'Ultima Cena con la Comunione degli Apostoli; nell'abside, ai lati dell'altare maggiore, entro finti arazzi, a sinistra la Consegna delle chiavi a San Pietro, a destra la Lavanda dei piedi. Anche la pala d'altare è di mano del Fontana, tela che raffigura San Domenico che riceve il rosario dalla Madonna col Bambino. Retrostante alla pala d'altare, una nicchia ospita una seicentesca Madonna lignea con Bambino, detta "Madonna della Neve", commissionata dal suddetto Alfonso Verzieri e realizzata nel 1612 dallo scultore napoletano Aniello Stellato. Sulla controfacciata una grande lunetta sovrasta la cantoria con l'organo Callido, e vi risulta dipinta l'Annunciazione. Ai piedi della Vergine, al margine sinistro, inginocchiato, è ritratto idealmente il donatore Alfonso Verzieri. I quattro Evangelisti nelle nicchie sono gessi, maggiori del vero, abilmente plasticati dallo stesso Luigi Fontana. La chiesa del SS. Sacramento custodisce inoltre una Madonna «dei coppetti» di legno intagliato e dorato e, in sacrestia, canterani di noce con paramenti sacri. In una sala a pianterreno della casa parrocchiale si conservano dipinti barocchi e una pala con Santa Monica proveniente dall'omonima chiesa del quartiere Castello.

#### Chiesa di San Giovanni Battista
La facciata della parrocchiale di San Giovanni Battista (secondo '600), con due ordini sovrapposti di paraste abbinate, ha un coronamento rettilineo a balaustrini. Il semplice campanile, che si innesta sul fianco destro, ha, sopra la cella campanaria, un cupolino a «cipolla». Queste caratteristiche sono comuni a molte chiese del fermano, ma il nostro San Giovanni si distingue nettamente per l'interno: che presenta una pianta mossa da un'espansione ovoidale, con l'asse maggiore nel senso della lunghezza (ingresso-abside). Dei quattro altari laterali prospettanti obliquamente verso il centro dell'ovato, un rifacimento del 1926 ne sacrificò due, conservando quelli prossimi al presbiterio, con i dipinti raffiguranti S. Antonio di Padova (a destra) e le Anime purganti (a sinistra). I lati dei due altari demoliti ospitano due confessionali di legno di buona fattura, mentre nella parte alta delle rispettive pareti campeggiano le tele rimosse: un Transito di San Giuseppe a destra e un Angelo custode a sinistra, attribuiti ai pittori Ricci di Fermo (XVII-XVIII sec.). Fermana è pure la cospicua pala dell'altare maggiore, con il Battesimo di Gesù (1694), assegnata ad Ubaldo Ricci che, nelle robuste forme del Cristo e del Battista, echeggia i modi del Pomarancio.
Il rimaneggiamento del 1926 ha comportato nuova dipintura delle pareti e del soffitto a volta ribassata, dove campeggia l'Agnello mistico. Il pavimento è in graniglia di cemento gettato alla veneziana. Integri, al colmo delle pareti, gli stucchi barocchi con girali vegetali a forte rilievo, che evidenziano in quota l'andamento dinamico della pianta, certo derivata da quella del San Carlino del Borromini. Alla fine dell' '800, già forte in paese il culto della Madonna del Soccorso, raffigurata col Bambino in una tela di Suor Giovanna Ricci, fu aperta sul fianco sinistro del San Giovanni - tra i due altari laterali - una cappella, riccamente ornata in stile neorinascimentale, sul cui altare venne posata la venerata immagine. Con la sua ricca cornice raggiata, di legno intagliato e dorato, alla vigilia della festa di giugno, l'immagine viene traslata in processione solenne e affollatissima nell'altra Chiesa del SS. Sacramento; la sera dell'ultimo dei tre giorni di festa, l'icona compie il percorso inverso. La processione è preceduta dai confratelli della Misericordia e da altri fedeli, portatori di numerosi ex-voto, ciascuno in cornice con asta e drappo, offerti dai cittadini grottesi alla Vergine tra il XIX e l'inizio del XX secolo. Tali ex-voto costituiscono, insieme con bei paramenti sacri conservati nel canterano della sacrestia, il Tesoro della parrocchiale. Pur non restaurato e muto da decenni, notevole importanza storico-artistica riveste l'organo a mantici della cantoria (autore Vincenzo Paci), collocato nella controfacciata, sopra l'ingresso. La cella campanaria ospita tre campane, suonate a concerto nelle maggiori festività.

#### Edicola Papa Giovanni XXIII
Nel 1975 Umberto Catalini ebbe in sogno l'apparizione del beato Angelo Giuseppe Roncalli. Dopo alcuni mesi il Sindaco gli affidò l'incarico di raccogliere la somma necessaria per costruire una rete idrica nel quartiere. I residenti decisero di destinare il residuo alla realizzazione di un'edicola in onore del 261º vescovo di Roma e papa della Chiesa Cattolica. Il busto bronzeo del Papa Buono è stato realizzato dall'artista locale Valerio Valeri.

#### Teatro
Nel 1919 il pittore bolognese Antonio Mosca esegue lavori di decorazione all'interno del Teatro di Grottazzolina. Lavori che lo tengono impegnato per i primi sei mesi del 1919 ed oltre.

## Società

### Evoluzione demografica
Abitanti censiti

## Economia

### Artigianato
Tra le attività economiche più tradizionali, diffuse e attive vi sono quelle artigianali, come l'arte del merletto rinomata in tutta Italia.

## Amministrazione
| Periodo          | Periodo        | Primo cittadino    | Partito                         | Carica  | Note          |
| ---------------- | -------------- | ------------------ | ------------------------------- | ------- | ------------- |
| 21 giugno 1985   | 13 giugno 1990 | Maurizio Scendoni  | Democrazia Cristiana            | Sindaco | [ 10 ]        |
| 13 giugno 1990   | 8 gennaio 1992 | Maurizio Scendoni  | Democrazia Cristiana            | Sindaco | [ 10 ] [ 11 ] |
| 14 febbraio 1992 | 24 aprile 1995 | Berenice Roberti   | Indipendente                    | Sindaco | [ 10 ]        |
| 24 aprile 1995   | 14 giugno 1999 | Samuele Biondi     | Lista civica                    | Sindaco | [ 10 ]        |
| 14 giugno 1999   | 14 giugno 2004 | Samuele Biondi     | Lista civica                    | Sindaco | [ 10 ]        |
| 14 giugno 2004   | 8 giugno 2009  | Mariano Ambrogi    | Lista civica                    | Sindaco | [ 10 ]        |
| 8 giugno 2009    | 26 maggio 2014 | Mariano Ambrogi    | Lista civica                    | Sindaco | [ 10 ]        |
| 26 maggio 2014   | 26 maggio 2019 | Remola Farina      | Lista civica La colomba         | Sindaco | [ 10 ]        |
| 27 maggio 2019   | 9 giugno 2024  | Alberto Antognozzi | Lista civica                    | Sindaco | [ 10 ]        |
| 10 giugno 2024   | in carica      | Alberto Antognozzi | Lista civica Rinascita grottese | Sindaco | [ 10 ]        |

## Sport

### Pallavolo

Il Wild Volley Grottazzolina della stagione 1999-2000

Sport storicamente radicato nel territorio grottese, la principale squadra di pallavolo maschile del luogo è la M&G Scuola Pallavolo, fondata nel 2008 dalla fusione di due realtà pallavolistiche precedenti, ossia il Wild Volley Grottazzolina e il Montegiorgio Volley dell'omonimo e limitrofe comune; l'acronomino "M&G" del sodalizio sta a indicare proprio le iniziali delle due cittadine. La M&G ha esordito in Superlega nella stagione 2024-2025, dopo aver vinto il campionato di Serie A2 nella stagione 2023-2024.

### Calcio
La squadra di calcio del paese è la Grottese, dai colori sociali giallorossi e militante in terza Categoria marchigiana. Altra squadra è la U.S.G Grottazzolina che milita in Prima Categoria. Ultima squadra paesana è la Invictus Grottazzolina FC.